# Albigensiske korstog
Det Albigensiske Korstog eller Katharkorstoget (1209-1229) var en 20 år langt felttog startet af den romersk-katolske kirke for at udrydde den religion, som blev praktiseret af Katharerne i Languedoc, og som den romersk-katolske kirke betragtede som apostase. Korstoget var historisk betydningsfuldt af flg. grunde:
- Dets brutalitet var ekstrem, selv efter middelalderlige normer.
- Kirken gav adelen fra Nordfrankrig og den franske konge, der i bund og grund fungerede som katolske lejetropper, ejendomsretten til jorden i et område af Frankrig, der var kulturelt og sprogligt tættere knyttet til Catalonien (se Occitanien).
- Det Albigensiske Korstog var medvirkende til oprettelsen af både Dominikanerordenen og den middelalderlige inkvisition.

## Oprindelse
Den katolske kirke havde altid været hård ved de udløbere af kristendommen, som den opfattede som kætterske, men før det 12. århundrede havde disse grupper været små og bestået af f.eks. omrejsende gadeprædikanter og små lokale sekter. Katharerne i Languedoc, derimod, repræsenterede en alternativ og populær massebevægelse, et fænomen, som den katolske kirke ikke havde set i de næsten 900 år siden den tidlige kristendoms arianisme og markionisme. I det 12. århundrede omvendte store dele af det nuværende Sydfrankrig sig til katharismen, og troen spredte sig til andre områder. Sammen med andre religiøse bevægelser på denne tid, som f.eks. valdenserne, dukkede katharismen op i de større byer. Selvom de kathariske ideer ikke var opstået i Languedoc, som var et af de mest befolkede områder i Europa på det tidspunkt, var det dér, at ideerne havde den største succes.
Katharerne fandtes især i det, der nu er det sydøstlige Frankrig ved Middelhavet, der på det tidspunkt var en del af sammenslutningen af Catalonien og Aragonien, også kaldet det Aragonske Kongedømme. De blev også kaldt albigensere efter byen Albi, og der er mindst to grunde til dette: for det første bevægelsens tilstedeværelse i og omkring Albi, og for det andet fordi der blev afholdt et kirkeråd i byen i 1176, som erklærede, at katharismen var kætteri. Den politiske kontrol i Languedoc var delt mellem mange lokale fyrster og byråd. Før korstoget havde der kun være lidt undertrykkelse i området, og det kulturelle niveau har højt.
Da Pave Innocens III kom til magten i 1198, var han fast besluttet på at undertrykke katharerne. Til at begynde med prøvede han med en fredelig omvendelse; men de præster, der blev sendt til området for at omvende katharerne, havde ingen held. Katharerne blev beskyttet af den lokale adel og også af biskopperne, som var imod paven. I 1204 ophævede paven biskoppernes myndighed i det sydlige Frankrig og udpegede pavelige legater. I 1206 søgte paven hjælp fra Languedocs adel, og de adelsmænd, der fortsat beskyttede katharerne, blev ekskommunikerede.
Den magtfulde greve, Raymond VI af Toulouse, nægtede at hjælpe og blev ekskommunikeret i maj 1207. Paven bad den franske konge, Filip II, om hjælp mod de adelsmænd, som tillod katharismen, men Filip nægtede. Grev Raymond VI mødtes med pavens udsending, Pierre de Castelnau i januar 1208, og dagen efter deres møde blev Pierre de Castelnau myrdet. Paven reagerede på mordet ved at udstede en bulle, der kaldte til korstog mod Languedoc, og som tilbød kætternes jord til alle, der ville kæmpe. Dette tilbud om jord fik det meste af adelen i Nordfrankrig til at gå i krig mod adelen i syd.

## Korstog
Korstoget kan inddeles i et antal perioder. Den første fra 1209 til 1215 bestod af en række af successer for korsfarerne i Languedoc. Den erobrede jord blev dog stort set tabt igen mellem 1215 og 1225 under en række opstande og tilbageslag. Situationen vendte, efter at den franske konge, Ludvig VIII af Frankrig, intervenerede i 1226. Han døde i november samme år, men indsatsen fortsatte under Ludvig IX af Frankrig. Området var tilbageerobret i 1229, og der blev sluttet fred mellem deltagerne. Fra 1233 og frem spillede inkvisitionen en stor rolle i undertrykkelsen af katharismen. Modstanden og oprørene fortsatte, indtil den militære kampagne sluttede i 1255, men katharismens dage var nu talte.

### Succes 1209-1215
I midten af 1209 var omkring 10.000 korsfarere samlet i Lyon, og de begyndte at marchere mod syd. I juni lovede Raymond VI af Toulouse i lyset af den truende katastrofe, at han ville gøre noget ved katharerne, og hans ekskommunikation blev ophævet. Korsfarerne satte retningen mod Montpellier og Raimond-Roger af Trencavels områder og katharsamfundene ved Albi og Carcassonne. Som Raymond VI havde gjort, forsøgte Raimond-Roger at finde en ordning med korsfarerne, men de nægtede at mødes med ham, og han skyndte sig tilbage til Carcassonne for at forberede byens forsvar.
I juli indtog korsfarerne den lille landsby Servian og fortsatte mod Béziers, hvor de ankom den 21. juli. Under kommando af den pavelige Legat Arnaud Amaury omringede de byen og forlangte, at katolikkerne i byen kom ud, og at katharerne overgav sig; begge krav blev afvist og byen faldt den efterfølgende dag, da et mislykket udfald blev forfulgt tilbage gennem de åbne porte. Hele befolkningen blev slagtet og byen brændte ned til grunden. Samtidige kilder skønner antallet af døde til mellem femten og tyve tusinde. Sidstnævnte tal vises i Arnaud Amaury rapport til paven. Nyheden om rædslerne i Bézers spredtes hurtigt, og mange byer overgav sig uden kamp.
Korstogets næste store mål var Carcassonne. Byen var godt befæstet men sårbar og overbefolket pga. de mange flygtninge. Korfarerne befandt sig uden for byen den 1. august 1209, og belejringen varede ikke længe. Den 7. august havde korsfarerne afbrudt byens vandforsyning. Raimond-Roger forsøgte at forhandle, men blev taget til fange under våbenhvilen, og byen overgav sig 15. august. Indbyggerne blev ikke massakreret, men blev tvunget til at forlade byen — nøgne i henhold til Peter af les Vaux-de-Cernay. Simon de Montfort, der nu overtog ledelsen af korshæren, fik overdraget kontrollen med områderne omkring Carcassonne, Albi og Béziers. Efter Carcassonnes fald overgav de fleste andre byer sig uden kamp. Albi, Castelnaudary, Castres, Fanjeaux, Limoux, Lombers og Montréal faldt hurtigt i løbet af efteråret. Imidlertid gjorde nogle byer, der havde overgivet sig, senere oprør.
Den næste kamp centrerede sig omkring landsbyen Lastours, ikke langt fra Carcassonne, og borgen Cabaret. Pierre-Roger de Cabaret modstod et angreb i december 1209, og kampene ophørte stort set vinteren over, men mange nye korsfarere stødte til hæren. I marts 1210 blev byen Bram indtaget efter en kort belejring. I juni blev den godt befæstede by Minerve belejret. Byen modstod et kraftigt bombardement, men i slutningen af juni blev den vigtigste brønd ødelagt, og den 22. juli overgav byen sig. Katharerne i landbyen fik muligheden for at omvende sig, og de 140, der nægtede, blev brændt på bålet. I august fortsatte korsridderne til borgen Termes. Trods Pierre-Roger de Cabaret gjorde udfald, var belejringen solid, og i december faldt byen. Det var den sidste kamphandling det år.
Da kampene blev genoptaget i 1211, havde Arnaud-Amaurys og Simon de Montforts handlinger skabt modvilje hos adskillige fyrster i løbet af vinteren, inkl. Raymond VI af Toulouse, som var blevet ekskommunikeret igen. Korsfarerne vendte talstærkt tilbage til Lastours i marts, og Pierre-Roger de Cabaret overgav sig snart. I maj blev Aimery de Montréals borg generobret, han og hans ledende riddere blev hængt, og adskillige hundrede katharer blev brændt på bålet. Byerne Cassès og Montferrand faldt i begyndelsen af juni, og korsfarerne satte kursen mod Toulouse. Byen blev belejret, men for en gang skyld manglede angriberne både forsyninger og mænd, og Simon de Montfort trak sig derfor tilbage i slutningen af måneden. Opmuntret angreb Raymond VI Simon de Montfort ved Castelnaudary i september. Montfort brød belejringen, men Castelnaudary faldt, og Raymonds styrker fortsatte med at befri over 30 byer, inden det hele gik i stå ved Lastours i efteråret. Det efterfølgende år blev en stor del af provinsen erobret af de katolske styrker.
I 1213 kom styrker anført af Kong Peter II af Aragonien til Toulouses hjælp. Styrkerne belejrede Muret men et udbrudsforsøg fra borgen resulterede i Peter IIs død, og hans hær flygtede. Dette slag blev afslutningen på Aragoniens fodfæste nord for Pyrenæerne. Nederlaget var et hårdt slag for den samlede modstandsbevægelse, og i 1214 forværredes situationen: Raymond VI måtte flygte til England, og paven gav hans jorder til sejrherren, Filip II, en krigslist som slutteligt gjorde kongen interesseret i konflikten. I november gik den altid aktive Simon de Montfort ind i Périgord og indtog borgene Domme og Montfort med lethed; han belejrede også Castlenaud og ødelagde befæstningen ved Beynac. I 1215 blev Castlenaud indtaget af Montfort og korsridderne gik ind i Toulouse, som blev givet til Simon de Montfort. I 1216 overdrog han sine jorder til Filip II.

### Opstand og tilbageslag 1216-1225
Imidlertid vendte Raymond VI sammen med sin søn, der også hed Raymond tilbage til området i april 1216 og havde snart oprettet en større hær med folk fra de fjendtligt stemte byer. Byen Beaucaire blev belejret i maj og faldt efter 3 måneder; Simon de Montforts forsøg på at befri byen blev slået tilbage. Montfort var derefter nødt til at slå en opstand i Toulouse ned, inden han drog mod vest for at indtage Bigorre-provinsen. Han blev slået tilbage ved Lourdes i december 1216. I 1217 indtog Raymond VI Toulouse, mens Montfort var beskæftiget i Faux-regionen. Montfort skyndte sig tilbage, men hans styrker var for små til at kunne gøre noget. Montfort genoptog belejringen i foråret 1218, men blev dræbt af en sten fra en af forsvarets Blider. Den folkelige overlevering hævder, at byens artilleri blev drevet af kvinder og piger i Toulouse.
Korstoget befandt sig i midlertidigt kaos. Ledelsen overgik til den mere forsigtige Filip II, som var mere optaget af Toulouse end af kætteriet. Desuden var Pave Innocens III død i juli 1216. Korstoget gik ind i en lidt stille periode indtil 1219, selvom korsfarerne havde indtaget byen Belcaire og belejet Marmande i slutningen af 1218 under ledelse af Amaury de Montfort, søn af den faldne Simon de Montfort. Marmande faldt 3. juni 1219, men forsøgene på at generobre Toulouse mislykkedes, og en række Montfort-stillinger faldt. I 1220 mistede Montfort byen Castelnaudary, og fra juli 1220 modstod byen Amaury de Montforts belejring i 8 måneder. Raymond VI og hans søns succes fortsatte i 1221: Montréal og Fanjeaux blev erobret, og mange katolikker flygtede. I 1222 døde Raymond VI og blev efterfulgt af sin søn, Raymond VII. I 1223 døde Filip II og blev efterfulgt af Ludvig VIII. I 1224 flygtede Amaury de Montfort fra Carcassonne. Raimond-Roger af Trencavels søn vendte tilbage fra sit eksil for at generobre området. Amaury de Montfort tilbød de jorder, han havde overtaget i Languedoc, til Ludvig VIII, som accepterede.

## Den franske konge intervenerer
I november 1225 blev Raymond VII ekskommunikeret som sin far. Ludvig VIII anførte de nye korstog i området i juni 1226, og byer og borge overgav sig uden modstand. Avignon, der nominelt hørte under den tyske kejser, gjorde dog modstand, og det tog 3 måneders belejring, inden byen overgav sig i september. Ludvig VIII døde i november og blev efterfulgt af barnekongen Ludvig IX. Men dronning Blanche af Castillien lod korstoget forsætte under ledelse af Humbert de Beaujeau. Labécède faldt i 1226 og Vareilles og Toulouse i 1228. Dronning Blanche tilbød imidlertid Raymond VII at anerkende ham som hersker af Toulouse, mod at han bekæmpede katharerne, tilbageleverede al kirkens ejendom, overdrog sine borge og ødelage Toulouses forsvarsværker. Raymond VII accepterede og underskrev en traktat i Meaux i april 1229. Han blev derefter taget til fange, pisket og sat i fængsel en kort tid.

## Inkvisitionen
Languedoc var nu under kongen af Frankrigs faste hånd. Inkvisitionen blev oprettet i Toulouse i 1229 og begyndte nu at bekæmpe al kætteri og alle katherer i området. Under Pave Gregor 9. fik inkvisitionen næsten ubegrænsede beføjelser til at undertrykke kætterne. Man indledte en brutal kampagne i 1233, hvor man brændte alle katharer, man fandt, på bålet, og man gravede endda lig af katharer op for at brænde dem. Der var naturligvis mange, der gjorde modstand, og som søgte tilflugt i nogle få fæstninger i Fenouillèdes og Montségur eller gjorde oprør. I 1235 blev inkvisitionen tvunget ud af Albi, Narbonne og Toulouse. En militær opstand under Raimond-Roger de Trencavels ledelse blev blev slået ned i 1240, og Raimond-Roger overgav sig og fik frit lejde til at rejse i eksil i Aragonien. I 1242 forsøgte Raymond af Toulouse sig med en opstand, der skulle falde sammen med en engelsk invasion, men englænderne blev slået tilbage, og Raymonds støtte forsvandt derved. Han blev benådet af kongen.
Katharernes befæstninger faldt en efter en. Montségur holdt ud i 9 måneder men blev besejret i marts 1244. Den sidste fæstning, ved Quéribus, blev overset indtil august 1255, hvorefter den hurtigt faldt. Den sidste af inkvisitionens henrettelser af katharer i Languedoc fandt sted i 1321.